# Tour der australischen Rugby-Union-Nationalmannschaft nach Südafrika 1933
| Tour der Wallabies nach Südafrika 1933 | Tour der Wallabies nach Südafrika 1933 | Tour der Wallabies nach Südafrika 1933 | Tour der Wallabies nach Südafrika 1933 | Tour der Wallabies nach Südafrika 1933 |
| Übersicht                              | S                                      | G                                      | U                                      | N                                      |
| -------------------------------------- | -------------------------------------- | -------------------------------------- | -------------------------------------- | -------------------------------------- |
| Test Matches                           | 05                                     | 2                                      | 0                                      | 3                                      |
| Sonstige Spiele                        | 18                                     | 9                                      | 1                                      | 8                                      |
| Gesamt                                 | 23                                     | 11                                     | 1                                      | 11                                     |
|                                        |                                        |                                        |                                        |                                        |
| Südafrika                              | 5                                      | 2                                      | 0                                      | 3                                      |

Die Tour der australischen Rugby-Union-Nationalmannschaft nach Südafrika 1933 umfasste eine Reihe von Freundschaftsspielen der Wallabies, der Nationalmannschaft Australiens in der Sportart Rugby Union. Das Team reiste von Juni bis September 1933 durch Südafrika und bestritt während dieser Zeit 23 Spiele. Dazu gehörten fünf Test Matches gegen die Springboks.
Tourmanager war Wally Matthews, der diese Aufgabe bereits 1919 für das Team der Australian Imperial Force beim King’s Cup übernommen hatte. Von den 29 entsandten Spielern stammten 15 aus New South Wales, elf aus Queensland und drei aus Victoria. Die Bilanz der Wallabies war ausgeglichen: Elf Siegen standen elf Niederlagen gegenüber, hinzu kam ein Unentschieden. In den fünf Test Matches resultierten zwei Siege.

## Spielplan
- Hintergrundfarbe grün = Sieg
- Hintergrundfarbe gelb = Unentschieden
- Hintergrundfarbe rot = Niederlage

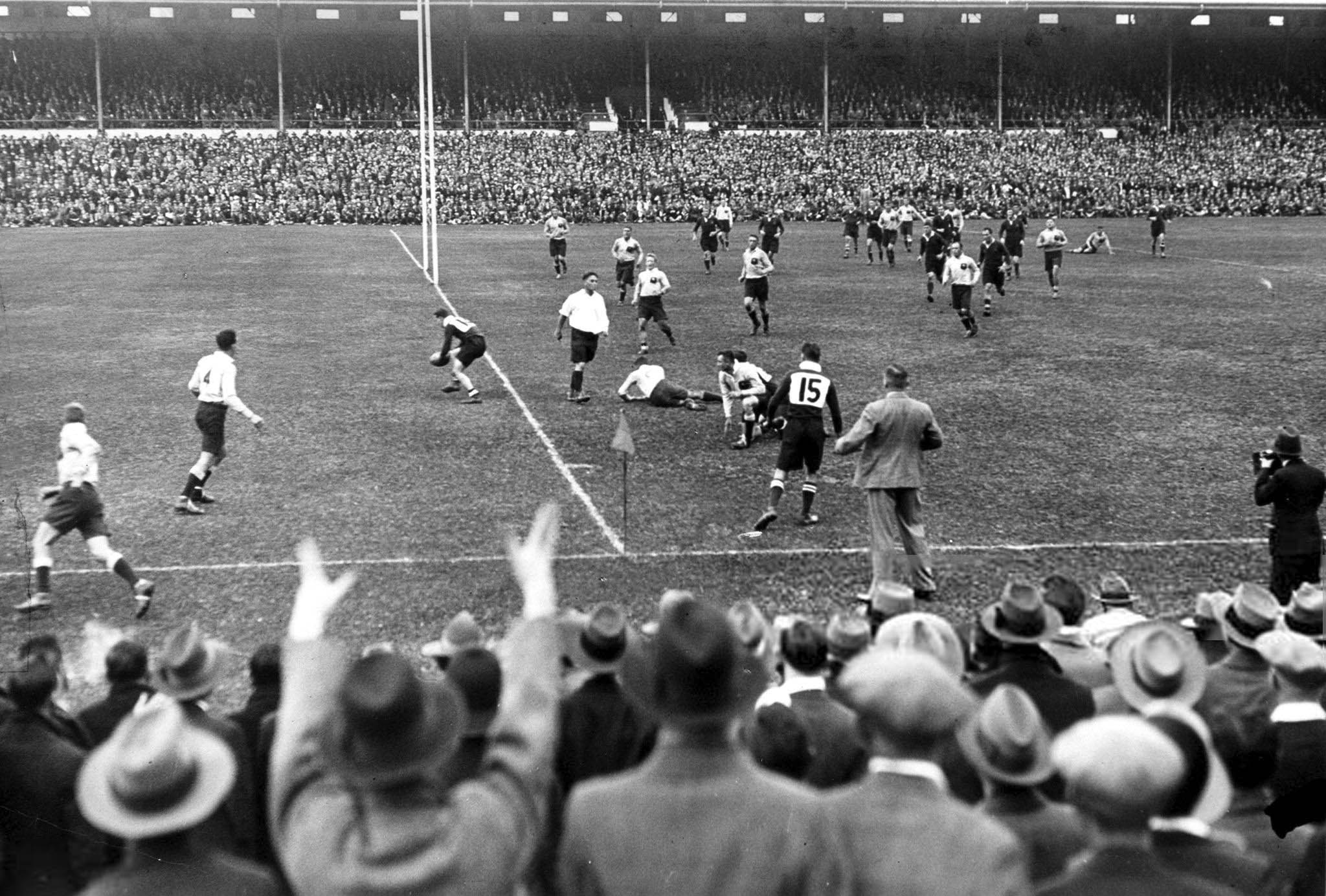
Danie Craven erzielt einen Versuch für Südafrika beim ersten Test Match in Kapstadt

(Test Matches sind grau unterlegt; Ergebnisse aus der Sicht Australiens)
| #  | Datum              | Gegner                | Ort            | Stadion            | Ergebnis |
| -- | ------------------ | --------------------- | -------------- | ------------------ | -------- |
| 01 | 03. Juni 1933      | Natal                 | Durban         |                    | 14:3     |
| 02 | 07. Juni 1933      | Western Transvaal     | Potchefstroom  |                    | 20:3     |
| 03 | 10. Juni 1933      | Witwatersrand         | Johannesburg   | Ellis Park Stadium | 6:13     |
| 04 | 14. Juni 1933      | Combined Pretoria XV  | Pretoria       |                    | 8:13     |
| 05 | 17. Juni 1933      | Griqualand West       | Kimberley      |                    | 9:14     |
| 06 | 20. Juni 1933      | Rhodesien             | Salisbury      |                    | 24:5     |
| 07 | 24. Juni 1933      | Rhodesien             | Bulawayo       |                    | 31:0     |
| 08 | 28. Juni 1933      | Northern District     | Kimberley      |                    | 8:16     |
| 09 | 01. Juli 1933      | Western Province      | Kapstadt       | Newlands Stadium   | 9:13     |
| 10 | 08. Juli 1933      | Südafrika             | Kapstadt       | Newlands Stadium   | 3:17     |
| 11 | 12. Juli 1933      | North East District   | Aliwal North   |                    | 31:11    |
| 12 | 15. Juli 1933      | Orange Free State     | Bloemfontein   | Springbok Park     | 8:9      |
| 13 | 22. Juli 1933      | Südafrika             | Durban         | Kingsmead Stadium  | 21:6     |
| 14 | 29. Juli 1933      | Border                | East London    |                    | 24:5     |
| 15 | 02. August 1933    | Border                | Queenstown     |                    | 13:6     |
| 16 | 07. August 1933    | Transvaal             | Johannesburg   | Ellis Park Stadium | 9:11     |
| 17 | 12. August 1933    | Südafrika             | Johannesburg   | Ellis Park Stadium | 3:12     |
| 18 | 16. August 1933    | Western Districts     | Oudtshoorn     |                    | 21:14    |
| 19 | 19. August 1933    | Eastern Province      | Port Elizabeth | Crusader Ground    | 18:3     |
| 20 | 26. August 1933    | Südafrika             | Port Elizabeth | Crusader Ground    | 0:11     |
| 21 | 02. September 1933 | Südafrika             | Bloemfontein   | Springbok Park     | 15:4     |
| 22 | 06. September 1933 | South Africa Students | Kapstadt       | Newlands Stadium   | 3:3      |
| 23 | 09. September 1933 | Western Province      | Kapstadt       | Newlands Stadium   | 0:4      |

## Test Matches
| 8. Juli 1933 | Südafrika                                                             | 17 : 3        | Australien            | Newland Stadium, Kapstadt Zuschauer: 20.000 Schiedsrichter: Vivian Neser (Südafrika) |
| 8. Juli 1933 | Versuche: Bergh (2) Craven Osler Erhöhungen: Brand Straftritte: Brand | (6:0) Bericht | Straftritte: Biilmann | Newland Stadium, Kapstadt Zuschauer: 20.000 Schiedsrichter: Vivian Neser (Südafrika) |

Aufstellungen:
- Südafrika: Ferdie Bergh, Gerry Brand, Danie Craven, George d’Alton, Innes Froneman, Jack Gage, Vernon Geere, Herbert Kipling, Boy Louw, Fanie Louw, Philip Nel , Bennie Osler, Frederick Turner, Frank Waring, Jimmy White
- Australien: Walter Bennett, Ronald Biilmann, Geoffrey Bland, Edward Bonis, Bill Cerutti, Jim Clark, Graham Cooke, Denis Cowper , Jack Kelaher, Walter Mackney, Douglas McLean, Jack Steggall, Gordon Sturtridge, Maxwell White, William White

| 22. Juli 1933 | Südafrika                           | 6 : 21         | Australien                                                                                 | Kingsmead Stadium, Durban Zuschauer: 17.500 Schiedsrichter: Vivian Neser (Südafrika) |
| 22. Juli 1933 | Versuche: Waring Straftritte: Brand | (6:13) Bericht | Versuche: Bennett Cerutti Loudon Sturtridge Erhöhungen: Biilmann (3) Straftritte: Biilmann | Kingsmead Stadium, Durban Zuschauer: 17.500 Schiedsrichter: Vivian Neser (Südafrika) |

Aufstellungen:
- Südafrika: Ferdie Bergh, Gerry Brand, Danie Craven, Vernon Geere, Louis Hattingh, Herbert Kipling, Boy Louw, Fanie Louw, Patrick Lyster, Johan Nykamp, Bennie Osler , Frederick Turner, Paul Visser, Frank Waring, Jimmy White
- Australien: Walter Bennett, Ronald Biilmann, Geoffrey Bland, Edward Bonis, Bill Cerutti, Graham Cooke, Denis Cowper , Aubrey Hodgson, Jack Kelaher, Robert Loudon, Douglas McLean, Jack Steggall, Gordon Sturtridge, Maxwell White, William White

| 12. August 1933 | Südafrika                                                   | 12 : 3  | Australien       | Ellis Park Stadium, Johannesburg Zuschauer: 40.000 Schiedsrichter: Vivian Neser (Südafrika) |
| 12. August 1933 | Versuche: B. Louw Turner Erhöhungen: Brand Dropgoals: Osler | Bericht | Versuche: Cowper | Ellis Park Stadium, Johannesburg Zuschauer: 40.000 Schiedsrichter: Vivian Neser (Südafrika) |

Aufstellungen:
- Südafrika: Ferdie Bergh, Gerry Brand, Wilfred Clark, Danie Craven, Vernon Geere, Herbert Kipling, Boy Louw, Fanie Louw, Philip Nel , Bennie Osler, Frederick Smollan, Frederick Turner, Floris Venter, Frank Waring, Jimmy White
- Australien: Walter Bennett, Ronald Biilmann, Edward Bonis, Owen Bridle, Bill Cerutti, Graham Cooke, Denis Cowper , Aubrey Hodgson, Jack Kelaher, Robert Loudon, Douglas McLean, Jack Steggall, Gordon Sturtridge, Maxwell White, William White

| 26. August 1933 | Südafrika                                                    | 11 : 0        | Australien | Crusader Ground, Port Elizabeth Zuschauer: 20.000 Schiedsrichter: Alexander van der Horst (Südafrika) |
| 26. August 1933 | Versuche: F. Louw White Erhöhungen: Osler Straftritte: Brand | (5:0) Bericht |            | Crusader Ground, Port Elizabeth Zuschauer: 20.000 Schiedsrichter: Alexander van der Horst (Südafrika) |

Aufstellungen:
- Südafrika: John Apsey, Ferdie Bergh, Gerry Brand, Danie Craven, Pierre de Villiers, Vernon Geere, Herbert Kipling, Boy Louw, Fanie Louw, Philip Nel , Bennie Osler, Bernard Reid, Frederick Smollan, Frank Waring, Jimmy White
- Australien: Ronald Biilmann, Geoffrey Bland, Edward Bonis, Owen Bridle, Bill Cerutti, Denis Cowper, Aubrey Hodgson, Jack Kelaher, Robert Loudon, Sydney Malcolm , Douglas McLean, Jack Steggall, Gordon Sturtridge, Maxwell White, William White

| 2. September 1933 | Südafrika        | 4 : 15         | Australien                                                           | Springbok Park, Bloemfontein Zuschauer: 12.000 Schiedsrichter: Vivian Neser (Südafrika) |
| 2. September 1933 | Dropgoals: Brand | (4:12) Bericht | Versuche: Bridle Kelaher Steggall Erhöhungen: Ross Dropgoals: Cowper | Springbok Park, Bloemfontein Zuschauer: 12.000 Schiedsrichter: Vivian Neser (Südafrika) |

Aufstellungen:
- Südafrika: John Apsey, Ferdie Bergh, Gerry Brand, Danie Craven, Vernon Geere, Geoffrey Gray, Herbert Kipling, Boy Louw, Fanie Louw, Patrick Lyster, Philip Nel , Bennie Osler, Frederick Smollan, Frank Waring, Jimmy White
- Australien: Edward Bonis, Owen Bridle, Bill Cerutti, Graham Cooke, Denis Cowper, Jack Kelaher, Robert Loudon, Walter Mackney, Sydney Malcolm, Douglas McLean, Alec Ross , Jack Steggall, Gordon Sturtridge, Maxwell White, William White